# La Prospettiva Nevskij
(Il pittore Piskarëv)
La Prospettiva Nevskij o Il corso Neva (in russo: Не́вский проспе́кт, Nevskij Prospèkt) è un racconto dello scrittore Nikolaj Vasil'evič Gogol'. Scritto tra il 1831 e il 1834, venne pubblicato per la prima volta nel 1835 (all'interno della raccolta Arabeschi) e nel 1842 fu inserito nel terzo volume delle opere dello scrittore.
La Prospettiva Nevskij, come pure le altre opere narrative che successivamente all'edizione del 1842 saranno note come i Racconti di Pietroburgo, incontrò molte difficoltà nell'ottenere il visto della censura, la quale impose un taglio all'episodio della punizione del tenente Pirogòv.

## Trama
Il racconto si apre con una lunga descrizione della Prospettiva Nevskij, la più grande ed importante via di Pietroburgo. Questa via è il nucleo caldo della città, dove la gente, durante quasi tutto il giorno, va a passeggio e sfoggia baffi, vestiti, occhiali: una vera e propria passerella. Qui si trovano persone di qualsiasi estrazione, dagli impiegati statali, ai militari, alle donne mature, alle giovani ragazze, agli scapoli in cerca di una donna. La via brulica sempre di persone ed è piena di negozi. Gli unici momenti in cui è vuota è a metà mattinata e a metà pomeriggio, negli orari lavorativi. La sera la strada si tinge di una luce sensuale che fa cambiare aspetto a qualsiasi cosa. Proprio in questo momento della giornata inizia la storia.
Il giovane tenente Pirogov si trova con un amico sulla prospettiva quando entrambi adocchiano due ragazze: una castana ed una bionda.
L’altro ragazzo si chiama Piskarëv, un artista timido che Gogol’ descrive come artista grigio del nord, prigioniero di questa condizione. Egli prende a seguire la ragazza sulla Prospettiva Nevskij fino a quando lei non si accorge che qualcuno la segue. La ragazza sembra, in un primo momento, stizzita riguardo a questa cosa; ma poi, nel vedere la perseveranza del giovane artista, compare sul suo volto un leggero sorriso. Egli la segue fino alla sua casa e sale le scale insieme a lei. Arrivati alla porta dell’appartamento trovano ad aprirgli una ragazza di bella presenza e con una candela in mano. L’appartamento è trasandato: niente dipinti sui muri, polvere sui mobili, disordine e, cosa più importante, altre tre ragazze che non sembrano affatto sorprese di vedere entrare quel giovane sconosciuto. La ragazza dice qualcosa a Piskarëv, cose sudicie e volgari, che gli fanno capire che è capitato in un appartamento di prostitute. Invece di approfittare della situazione egli scappa via e, una volta tornato a casa, l’insonnia dovuta alla perdita così repentina di un sentimento così bello che era nato in lui non gli fa chiudere occhio. Verso mezzanotte e mezza arriva presso la sua abitazione un servo, il quale invita il giovane a seguirlo poiché la ragazza ha chiesto di vederlo. Egli arriva presso la casa in carrozza. Il cortile è gremito di carrozze, c’è un gran vociare e le luci della casa sono tutte accese. Entra nella casa e ci sono molte ragazze che ballano e uomini, sia anziani che giovani, che hanno fatto un cerchio umano intorno a due ragazze. Egli si fa largo e scorge la ragazza che aveva seguito. Inizia a parlare con lei ma subito dopo arriva un signore anziano che la porta via e lei supplica Piskarëv di attendere il suo ritorno. Piskarëv inizia a cercarla ma non la trova.
La scena seguente che gli si palesa è quella della sua stanza illuminata dalla luce fioca di una candela ormai consumata. Ha sognato, ma quel sogno è stato per lui stupendo perché ha rivisto la sua amata. Passa l’intera giornata come un fantasma aspettando che il sonno sopraggiunga per vederla di nuovo. Ed è così il giorno seguente e quello dopo ancora. In conclusione la sua vita cambia del tutto: da sveglio è sempre più spento, come se dormisse, mentre quando dorme riesce a vivere. Ma con il passare del tempo, inizia a soffrire di insonnia.
Decide così di recarsi da un persiano dal quale prende dell’oppio in cambio di un dipinto. Egli torna a casa e grazie all’oppio comincia a dormire e sognare la ragazza sempre di più. Questa routine si interrompe quando egli pensa che forse la ragazza era stata costretta da avvenimenti passati a fare quello che faceva. Decide così di salvarla da quella condizione chiedendole la mano. Arriva alla sua abitazione e nel vederla inizia a tremare investito da un’onda di gioia. Le fa la sua proposta, ma le parole di lei lasciano trasparire una vita dedita alla corruzione dell’animo ed abietta. Egli non può sopportarlo e se ne va a vagabondare per la città. Si chiude dentro alla sua stanza per giorni, fino a quando la porta viene aperta con la forza perché dall’interno non arrivava nessuna risposta. Piskarëv giace a terra con la gola tagliata, morto suicida per il suo amore malato.
A questo punto il racconto si sposta su Pirogov, che aveva anch'egli iniziato a seguire la sua bella quella sera. Pirogov appartiene al ceto medio, e come si è detto è un ufficiale. Segue la biondina fino a casa sua, e dopo esservi entrato si trova davanti a una strana scena: ci sono un tale Schiller (non Schiller lo scrittore ma un calzolaio di quella via) e Hoffmann (non Hoffmann lo scrittore, ma un artigiano di quelle parti). Entrambi tedeschi e ubriachi, stanno farneticando: Schiller vuole che Hoffman gli tagli il naso, perché non necessario. Quando vede entrare Pirogov, Schiller gli urla di andarsene. Il giorno dopo Pirogov si presenta però alla sua bottega, per rivedere la bella biondina che è la moglie di Schiller. Trova la scusa di farsi fare degli speroni pur di continuare a frequentare il posto, anche se lei ha palesemente rifiutato le sue avances. Quando gli speroni sono pronti, trova un’altra scusa: il fodero del pugnale. Infine una domenica Pirogov torna a farle visita in assenza del marito, e la convince a ballare insieme. A quel punto l'ufficiale si lascia andare alla passione e inizia a baciarla insistentemente; ma proprio in quel momento entrano Schiller, Hoffmann e un altro uomo. I tre tedeschi lo tengono fermo e lo picchiano violentemente. Inizialmente Schiller si aspettava una punizione esemplare da parte dello Stato, ma Pirogov - dopo aver mangiato dei pasticcini e letto un po’ - si calma e decide di non denunciarlo.
Il racconto si conclude con l’autore che avverte di non fidarsi della Prospettiva Nevskij, perché essa mente ad ogni ora del giorno, ma soprattutto quando scende la notte, “quando il demonio stesso accende le lampade solo per mostrare ogni cosa sotto un aspetto non vero”.

## Edizioni in lingua italiana
- Racconti di Pietroburgo, introduzione e traduzione di Tommaso Landolfi, Rizzoli, Milano, 1949.
- Opere, volume I, a cura di Serena Prina, collana I Meridiani, Mondadori, Milano, 1994. In questa edizione la traduzione di Igor Sibaldi.
- Racconti di Pietroburgo, introduzione e traduzione di Tommaso Landolfi, Adelphi, Milano, 2000.
- Racconti di Pietroburgo, traduzione di Paolo Nori, Marcos y Marcos, 2019.
- Racconti di Pietroburgo, traduzione di Damiano Rebecchini, Feltrinelli, Milano, 2020.

## Filmografia
- La passeggiata (1953), regia di Renato Rascel.